# Шамбр (Савоја)
Шамбр (фр. Chambre) насеље је и општина у источној Француској у региону Рона-Алпи, у департману Савоја која припада префектури Сен Жан де Морјен.
По подацима из 2011. године у општини је живело 1158 становника, а густина насељености је износила 361,88 становника/km². Општина се простире на површини од 3,2 km². Налази се на средњој надморској висини од 450 метара (максималној 760 m, а минималној 419 m).

## Демографија
| 1962. | 1968. | 1975. | 1982. | 1990. | 1999. | 2011. |
| ----- | ----- | ----- | ----- | ----- | ----- | ----- |
| 773   | 826   | 874   | 960   | 981   | 1.111 | 1.158 |

График промене броја становника у току последњих година